# Henry J. Kaiser
Henry John Kaiser, född 9 maj 1882 i Sprout Brook, New York, död 24 augusti 1967 i  Honolulu, Hawaii, var en amerikansk industrialist, involverad i skeppsbyggnad, biltillverkning och byggprojekt.

## Biografi
Henry Kaiser växte upp i ett fattigt hem, avslutade sin skolgång redan vid 11 års ålder och erhöll sitt första stadigvarande arbete hos en kringresande fotograf. Senare tog han anställning som kundkontaktman vid en entreprenadfirma för vägarbeten i västra USA. Han fann affärsmöjligheterna i branschen goda och startade 1913 en egen firma som vägentreprenör i Kanada. Några år därefter startade han ett större entreprenadföretag i Kalifornien. Framgången med båda företagen låg främst i de arbetsbesparande transport- och vägbyggnadsmaskiner han införde vid sina arbeten. Kaisers största arbete, en 500 kilometer lång "highway" snett över Kuba kontrakterades 1930. Kaiser blev 1931 delägare i och chef för Six Companies Incorporated, som genomförde uppförandet av Hooverdammen. Arbetet slutfördes 1935 på kortare tid än beräknat, huvudsakligen på grund av de arbetsbesparande anordningar, som introducerades av Kaiser. Hans egna entreprenadföretag hade som förberedelse till dammbyggnadsföretaget uppfört Boulder City, delvis utgörande ett arbetsläger för 5.000 arbetare. 1933 blev Kaiser president för Bridge Builders Incorporated, som uppförde bron mellan San Francisco och Oakland. Vidare stod Kaiser 1934 i spetsen för Columbia Construction Company, som byggde Bonnevilledammen, coh för Consolidated Builders Incorporated, som 1939 byggde Grand Coulee-dammen. Kaiser hade 1939 räknad med att erhåla kontrakt även på Shastadammen, vilken dock hamnade hos en annan entreprenör. Han lyckades dock genom en långtgående prissänkning erhölla leveransen av de 6 miljoner tunnor cement som behövdes för bygget, utan att vid kontraktstillfället äga någon färdig cementfabrik. En sådan var dock förberedd och kunde börja sina leveranser på utsatt tid i december 1939. Under 1940-talet var fabriken den största i sitt slag.
Kaiser skaffade sig 1940 ett kontrakt för att för amerikanska statens räkning bygga 30 handelsfartyg och grundade i det syftet tillsammans med en kompanjon Todd California Shipbuilding Corporation. Den första båtkölen sträcktes i april 1941 och 6 1/2 månad senare var den första 10.000-tonnaren klar för leverans. Rörelsen utvidgades snabbt till att omfatta 7 skeppsbyggerier, vilka till och med 1944 hade producerat sammanlagt 700 av de kända Liberty- och Victoryfartygen, varvid sammansättningsarbetet på själva fartygsbäddarna och vid utrustningskajen småningom kunde nedbringas till omkring 5 dagar, inklusive allt inrednings- och målningsarbete. Fartygsplåt erhöll Kaiser huvudsakligen från ett stålverk i Fontana, Kalifornien. Det var Kaisers initiativ att bygga lätta hangarkryssare om 18.000 ton till skydd för krigstransporterna över Atlanten och Stilla havet. Han erhöll av president Franklin D. Roosevelt beställning på 50 av dessa fartyg, trots enstämmigt avstyrkande av marinmyndigheterna. Byggnadstiden utgjorde i medeltal 166 dagar. Fartygen om att spela en avgörande roll vid den amerikanska framryckningen mot Japan, särskilt vid landstigningsföretaget mot Leyte.
På sina varv införde Kaiser privat sjukvård, vilket blev början till företaget Kaiser Permanente.
Efter andra världskriget gick Kaiser in i bilindustrin tillsammans med Joseph W. Frazer och startade Kaiser-Frazer Corp som bland annat tillverkade bilmärket Kaiser. Kaiser startade även metallföretagen Kaiser Aluminum och Kaiser Steel för att säkra råvarutillgången för sina tillverkande företag. 1948 grundades stiftelsen Kaiser Foundation, som ägnar sig åt hälsofrågor. Kaiser ägnade sina sista år åt stadsplanering och byggprojekt.
När han 1954 överlämnade sina företag (drygt 180 i mer än 40 länder) till sonen Edgar, värderades hans imperium till 2,7 miljarder dollar.